# Jiangnan
Pour les articles homonymes, voir Jiangnan (homonymie).
Le Jiangnan (chinois : 江南 ; pinyin : jiāngnán ; litt. « Sud du fleuve (sous-entendu Changjiang) », autrefois écrit en occident Kiang-nan) est une région géographique proche de Shanghai en Chine. Elle est notamment connue pour ses villages anciens, traversés de petits canaux, tels que le centre historique de Suzhou, ou encore, Wuzhen, Xitang, Zhujiajiao…

## Géographie
Le Jiangnan se trouve au sud du fleuve Changjiang. C'est un bassin fertile au climat tempéré, à l'intersection des provinces du Jiangsu et de l'Anhui, du Zhejiang et du Jiangxi.

## Histoire
À l’époque des Song du Sud est aménagé la rue Zhongshan, axe central de la ville impériale de Hangzhou. L'axe est réaménagé en 2010.

## Galerie

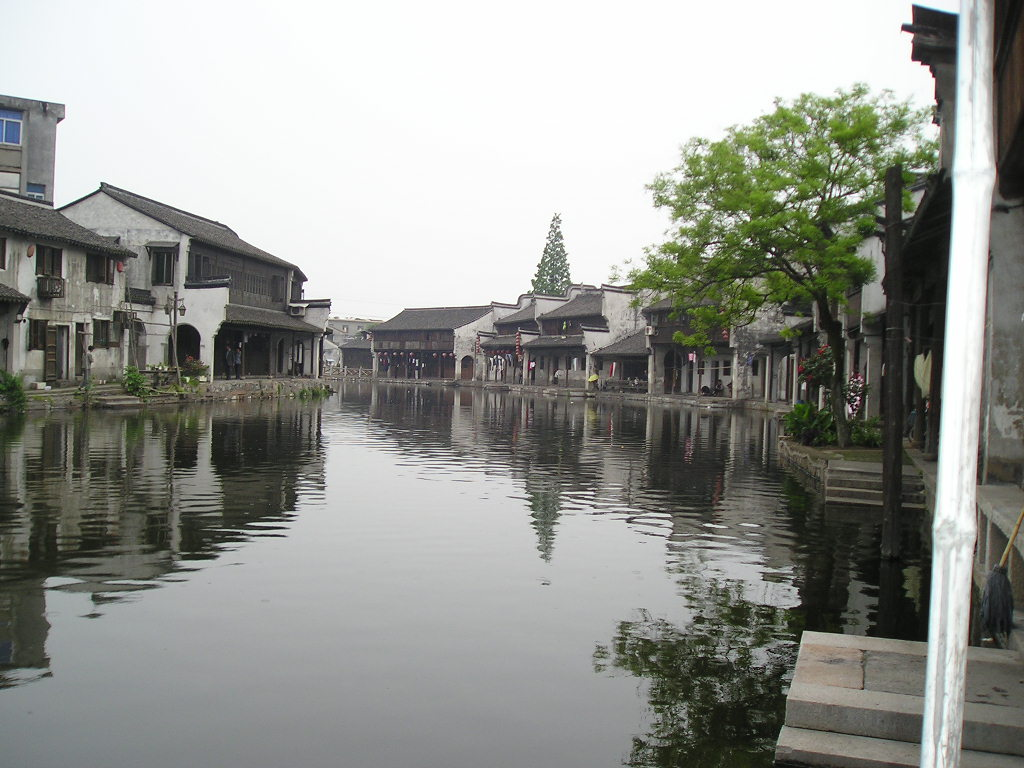
Nanxun
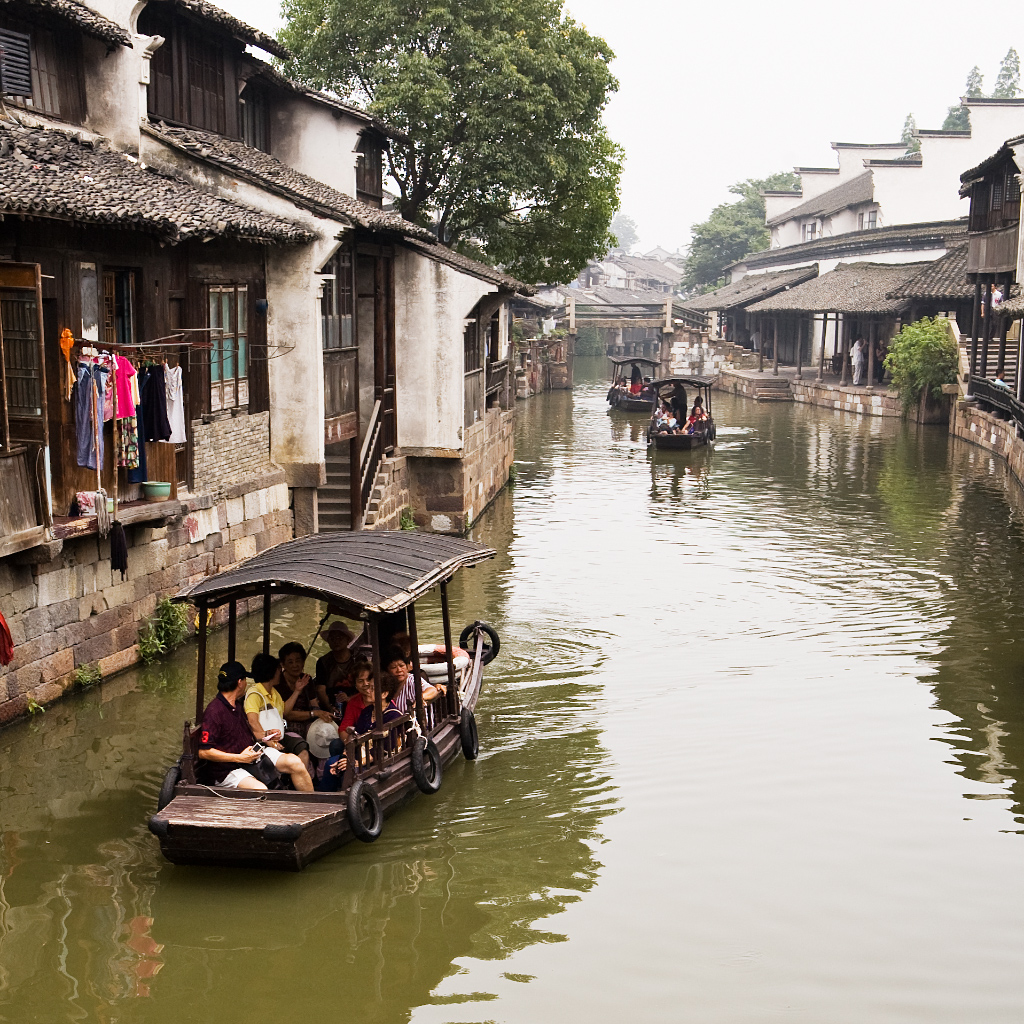
Wuzhen
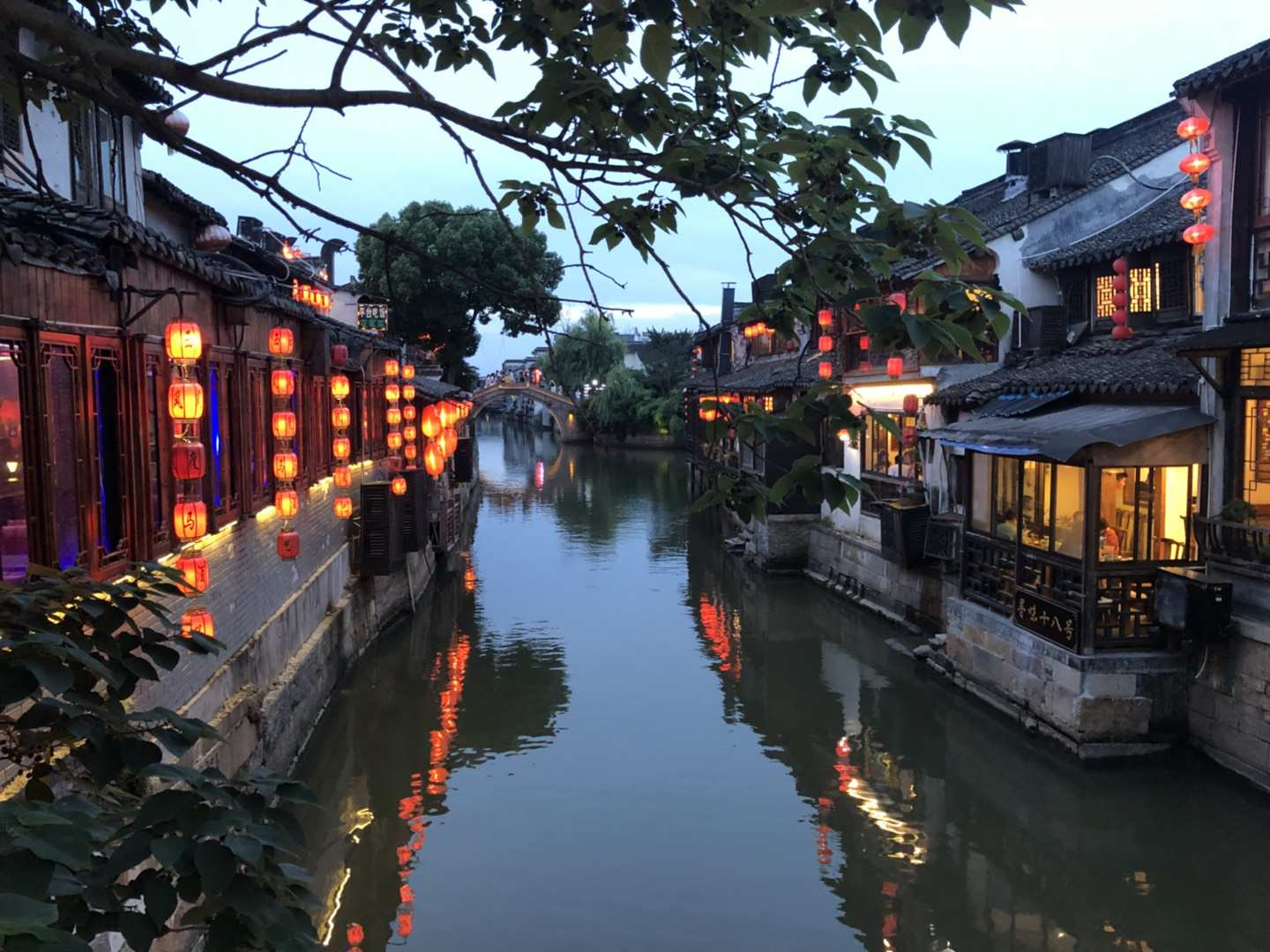
[Xitang